# Бавар
Бавар је насељено мјесто у Босни и Херцеговини у Општини Јајце које административно припада Федерацији Босне и Херцеговине. Према попису становништва из 2013. у насељу није било становника

## Становништво
Према попису становништва из 1991. године место је имало 150 становника, док двадесет година касније у насељу није било становника.
| Националност | 2013. | 1991.       | 1981.        | 1971.        |
| Бошњаци      | —     | 88 (59,06%) | 118 (55,92%) | 156 (47,56%) |
| Хрвати       | —     | 0           | 0            | 0            |
| Срби         | —     | 61 (40,94%) | 93 (44,08%)  | 170 (51,83%) |
| Југословени  | —     | 0           | 0            | 0            |
| остали       | —     | 0           | 0            | 2 (0,61%)    |
| Укупно       | 0     | 149         | 211          | 308          |